# Rio Marga Marga
O rio Marga Marga é um rio localizado na região de Valparaíso, Chile. Nasce na Cordilheira da Costa do Pacífico Sul, e atravessa longitudinalmente a cidade de Viña del Mar, para desaguar no Oceano Pacífico.

## História
Em tempos pré-colombianos os índios recolhiam ouro de seu leito, quando os conquistadores chegaram, a produção de mineiros teve um grande crescimento, produção que começou a diminuir durante o século XVII.
Seu nome, de acordo com o missionário alemão Wilhelm Ernesto de Moesbach, vem do quíchua markai markai que significa fácil de transportar, fazendo alusão ao ouro extraído pelos índios era fácil de transportar para o Peru. Em outra hipótese, o historiador Belarmino Torres Vergara argumenta que seu nome é devido a duplicação de Malghen, ou seja, as mulheres, uma vez que nas minas de ouro trabalhavam mulheres.[carece de fontes?]
Na sua margem ao norte, se localiza a Avenida 1 Norte.